# 蓬特雷莫利主教座堂

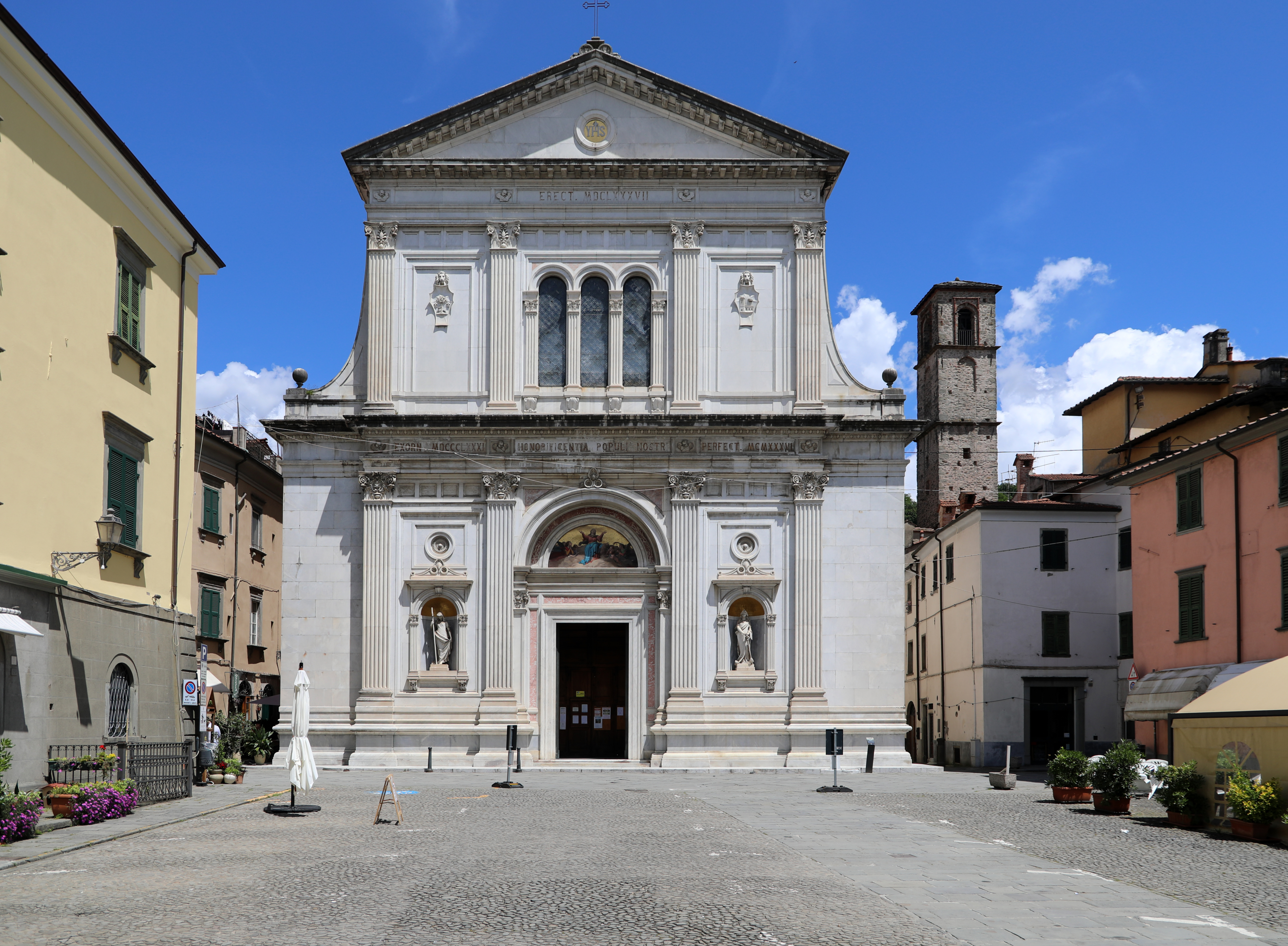
立面

蓬特雷莫利圣母升天主教座堂（義大利語：Duomo di Pontremoli; Concattedrale di Santa Maria Assunta）原为天主教蓬特雷莫利教区的主教座堂（1787-1988年），自1988年以来，是天主教馬薩卡拉拉-蓬特雷莫利教区的共主教座堂，位于意大利托斯卡纳大区马萨-卡拉拉省蓬特雷莫利。

## 历史
现在的教堂是对1622年瘟疫消退的对圣母的还愿教堂，建于1636年至1687年间，由建筑师亚历山德罗·卡普拉设计。新文艺复兴建筑风格的立面由建筑师文森佐·米凯利建于1926年。
内部的湿壁画由弗朗切斯科·纳塔利绘制，后来的艺术家添加了灰泥装饰。教堂有一幅13世纪的“人民圣母”（Madonna del Popolo）像。
教堂内的画作如下：
- “圣母诞生”，詹多梅尼科·费雷蒂
- “圣母往见”，文森佐·梅乌奇
- “圣母的婚姻”，朱塞佩·佩罗尼
- “圣母领报”，朱塞佩·博塔尼